# 陶正明
陶正明（1953年10月—），男，汉族，湖北大悟人，中华人民共和国军事人物，中国人民解放军少将，曾任中共江西省委常委，江西省军区政治委员。